# Arthur Wahl
Arthur C. Wahl (Des Moines, 8 de setembro de 1917 — Santa Fé (Novo México), 6 de março de 2006) foi um químico estadunidense.
Obteve um PhD na Universidade da Califórnia em Berkeley, orientado por Glenn Theodore Seaborg. Foi o primeiro a isolar o plutônio, em fevereiro de 1941. Trabalhou no Projeto Manhattan.